# Klotpyrola
Klotpyrola (Pyrola minor) är en flerårig ört. Trivialnamn är småpyrola och småvintergröna. Vintergröna är dock numera reserverat för Vinca minor.

## Beskrivning
Klotpyrola blir 1,5-3 dm hög med krypande jordstam. Bladen är ovala och tandade, och sitter i en rosett. Den blommar i juni till juli med små, klotformade, rosa eller vita blommor som sitter 7-16 i täta klasar. Den klotformade kronan är liten och nästan sluten, men stiften sticker inte ut. Frukten är en kapsel.
Kromosomtal: 2n=46.
Fröna i kapseln är mycket lätta. 1 000 frön vöger 2 mg.

## Habitat
Klotpyrola finns i den norra tempererade och subarktiska zonen och växer i fuktiga skogar.
Den förekommer i hela Sverige.

### Utbredningskartor
- Norden
- Norra halvklotet 
Visar även ett litet område i Fjärran Östern där P. faurieana finns.

## Biotop
Skogsmark, gärna fuktig.

## Hybrider

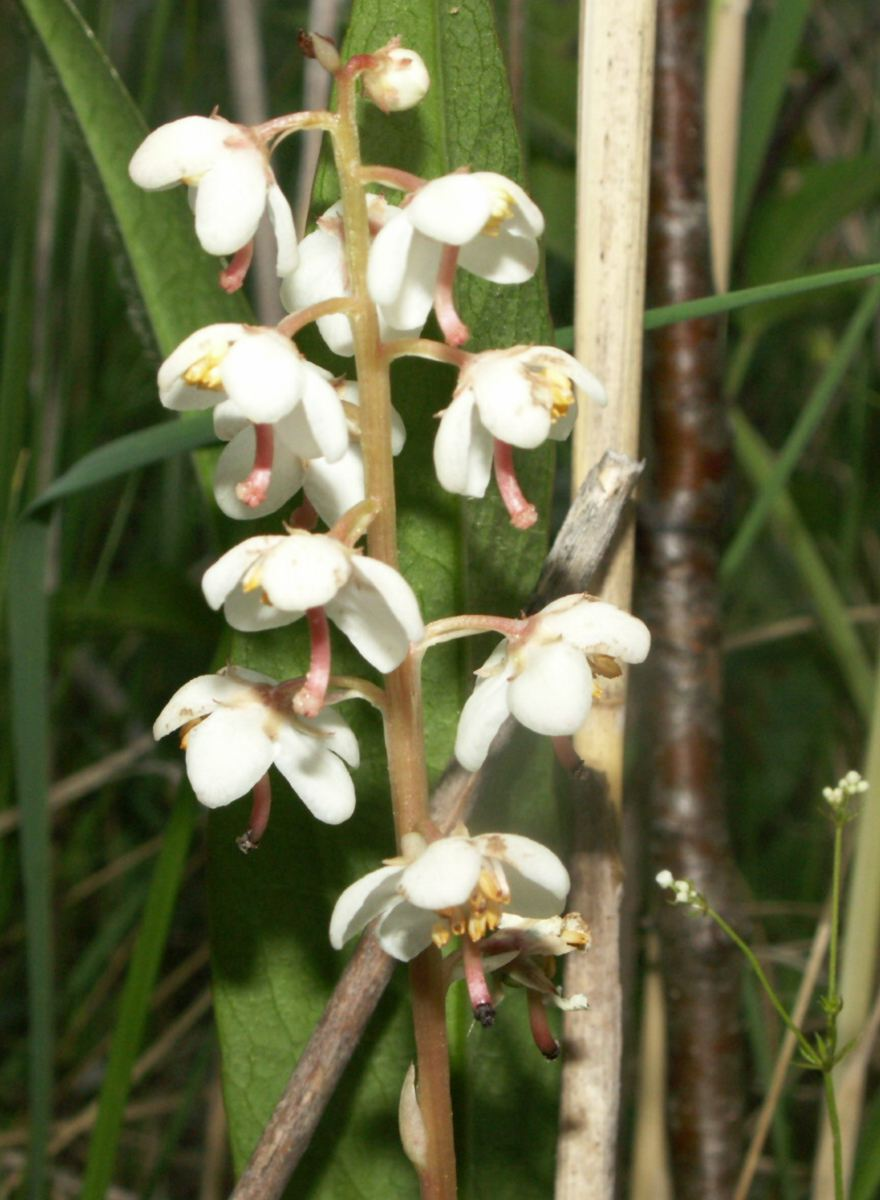
Vitpyrola

Arten korsar sig ibland med vitpyrola (P. rotundifolia) och hybriden har fått namnet Pyrola × graebneriana.

## Etymologi
- Pyrola är diminutiv av fornlatin pyrus = päron. Tankefiguren är att pyrolabladen i någon mån liknar päronblad.
- Minor betyder liten.

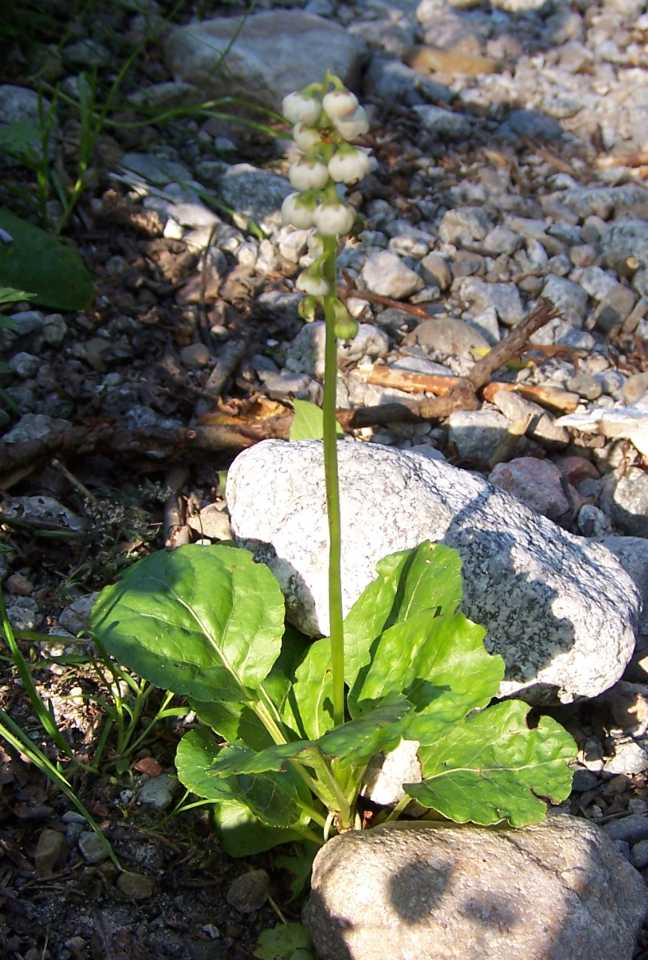
Bladen i rosett liknar päronblad.
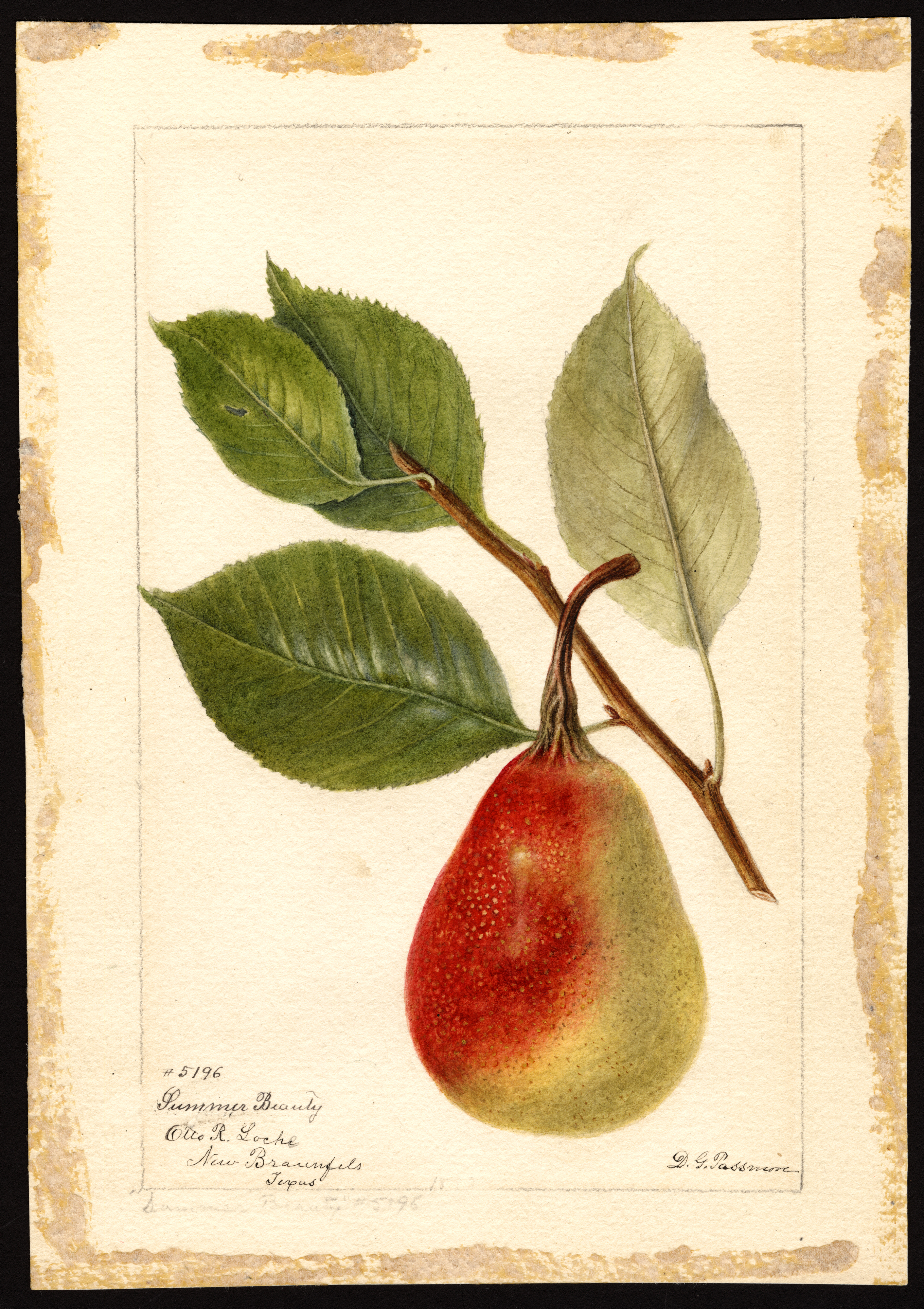
Så ser påronblad ut Jämför med nedre bilden i faktarutan till höger.
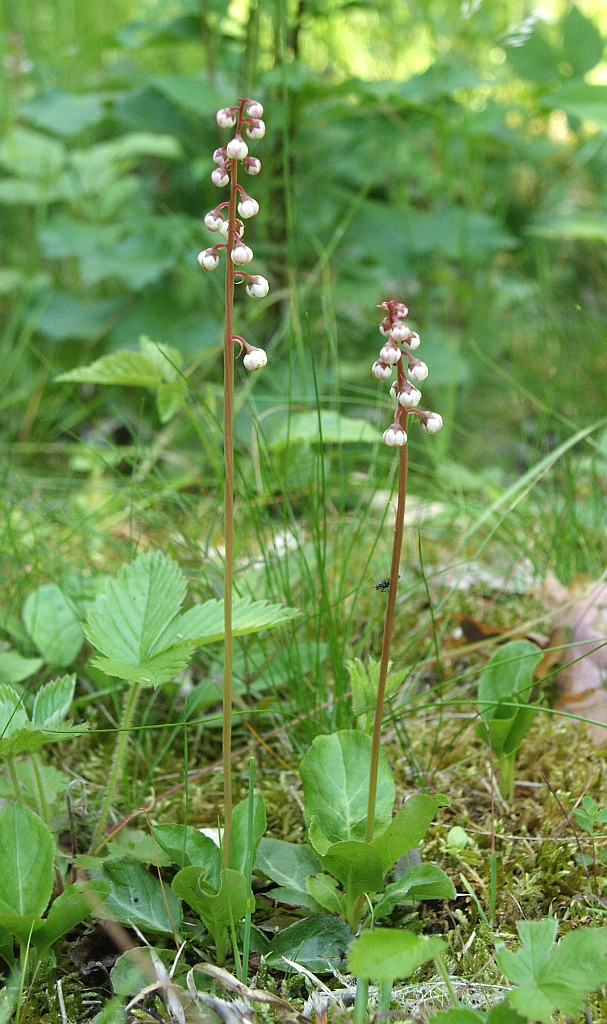
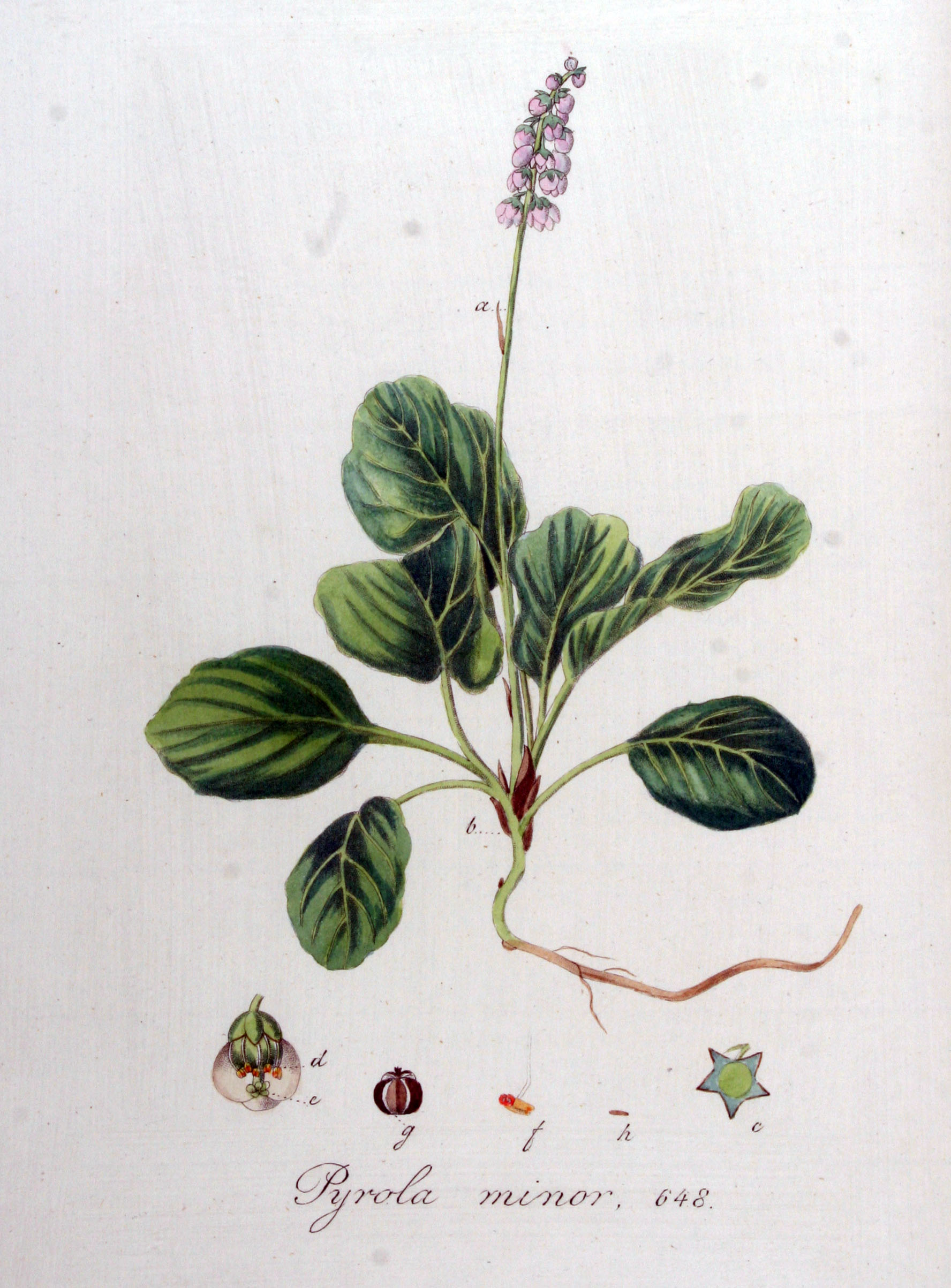
Pyrola minor

## Källa
1. ↑  ePIC, Electronic Plant Information of Royal Botanic Garden, Kew.